# Баррхед
Баррхе́д (англ. Barrhead, шотл. Ceann a' Bhàirr) — місто в центрі Шотландії, в області Східний Ренфрюшир.
Населення міста становить 17 170 осіб (2006).